# Левківський Віктор Сергійович
Ві́ктор Сергі́йович Левкі́вський (13 жовтня 1965 — 7 лютого 2015) — капітан (посмертно) Збройних сил України, учасник російсько-української війни.

## Життєпис
1981 року закінчив 8 класів школи у Возничах, 1983-го — Лучанківську середню школу. Вступив до Українського інституту водного господарства, протягом 1984—1985 років проходив строкову службу в РА. 1990 року закінчив рівненський інститут, працював майстром ПМК № 120 селища Пришиб у Запорізькій області. 1991 року переїхав з родиною в колгосп «Таврія» — село Новоданилівка Якимівського району, обіймав посаду інженера-будівельника. Останніми роками займався особистим селянським господарством.
Мобілізований 25 квітня 2014 року, старший лейтенант, заступник командира роти з технічної частини 23-го окремого мотопіхотного батальйону «Хортиця».
Загинув 7 лютого 2015 року під час обстрілу ротного опорного пункту в районі с. Новоселівка Донецької області.
Похований 10 лютого 2015 року в селі Новоданилівка.
Лишились мама і брат в Житомирській області, дружина Наталія, діти Тетяна й Сергій.

## Нагороди та вшанування
За особисту мужність і героїзм, виявлені у захисті державного суверенітету та територіальної цілісності України, вірність військовій присязі під час російсько-української війни, відзначений — нагороджений
- Указом Президента України № 421/2016 від 29 вересня 2016 року — орденом Богдана Хмельницького III ступеня (посмертно)[1]
- 15 травня 2015 року в середній школі села Лучанки відкрито меморіальну дошку випускнику Віктору Левківському
- 24 вересня 2015 року старшому лейтенанту Левківському присвоєно звання капітан (посмертно)
- нагороджений орденом «За заслуги перед Запорізьким краєм» ІІІ ступеня (посмертно, 1.4.2016)
- 19 травня 2016 року в Новоданилівці відкрито меморіальну дошку Віктору Левківському.